# Écho lumineux

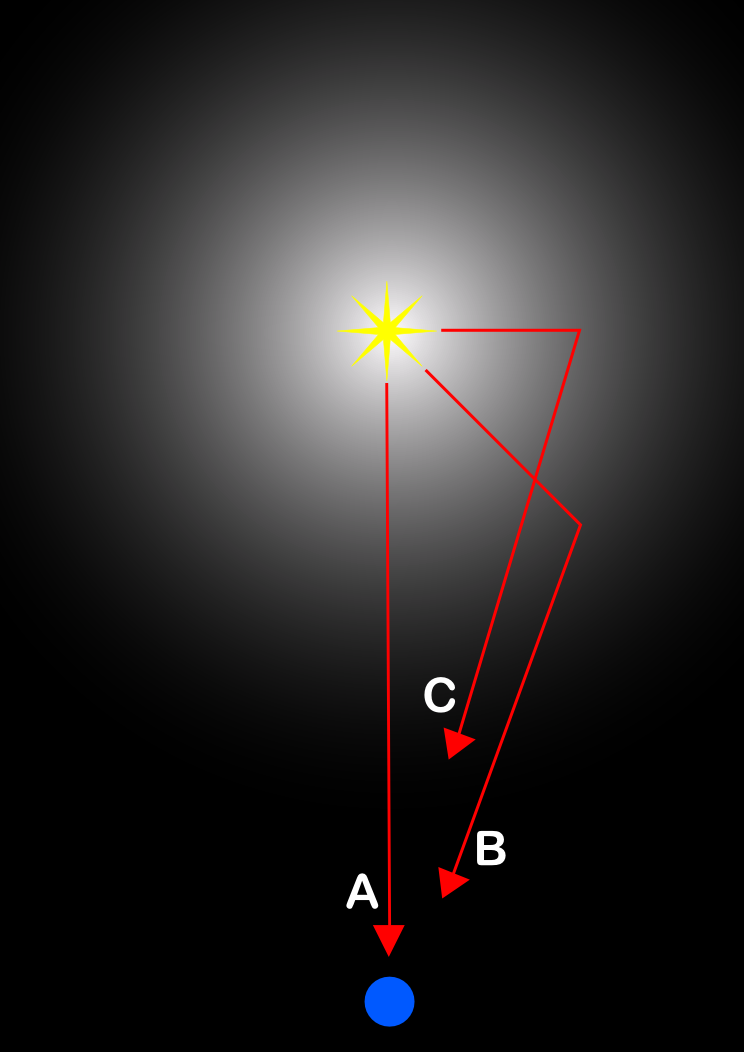
Le rayon lumineux B parvient à l'observateur après le rayon A mais avant le rayon C, alors que le point de réflexion de B semble légèrement plus éloignée de la source que le point de réflexion de C.

En astronomie, un écho lumineux est un phénomène analogue à l'écho sonore résultant de la réflexion d'un rayon lumineux sur le milieu interstellaire parvenant à l'observateur avec un temps de retard sur la source lumineuse dont ce rayon est issu. Il s'observe dans le cas d'une brusque augmentation de luminosité d'une étoile telle qu'une nova dans un environnement chargé en gaz et en poussières.
La géométrie tridimensionnelle du milieu de réflexion conditionne la perception depuis la Terre de la propagation de l'écho lumineux autour de sa source. Dans certains cas, elle peut donner l'illusion de vitesses supraluminiques, comme ce fut le cas pour V838 Monocerotis observé à partir du printemps 2002.

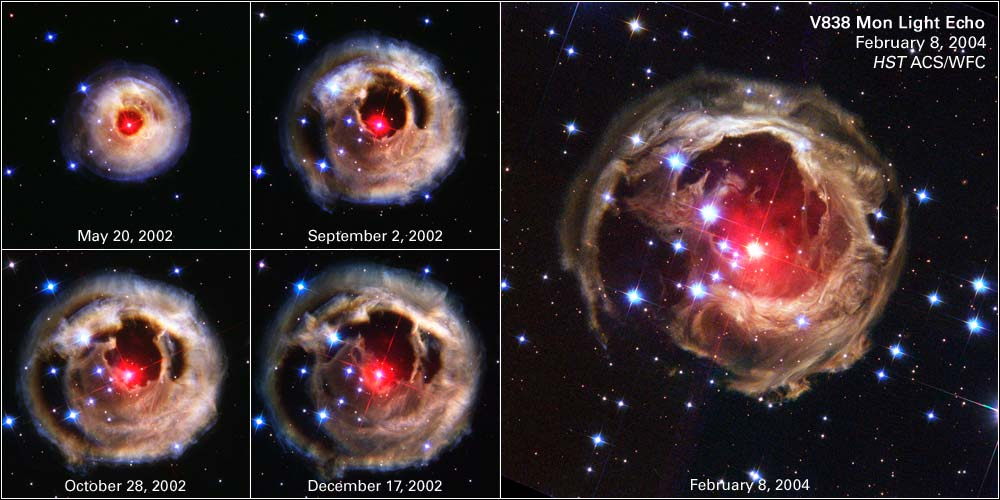
Propagation de l'écho lumineux observée par le télescope spatial Hubble autour de V838 Monocerotis.

Cela s'explique par le fait que l'écho lumineux perçu à un instant donné représente l'intersection du milieu interstellaire avec une ellipse dont la source lumineuse et l'observateur occupent les deux foyers : si cette ellipse, qui s'élargit de telle sorte que la distance parcourue par chacun des rayons lumineux entre les deux foyers s'accroissent à la vitesse de la lumière, rencontre en même temps des nuages de poussières interstellaires éloignés les uns des autres, l'écho semble se propager à des vitesses très supérieures à celle de la lumière bien qu'en fait le flash lumineux lui-même ne dépasse jamais cette vitesse ; dans le cas de V838 Monocerotis, l'écho lumineux semblait se propager à une vitesse de quatre à sept fois celle de la lumière.
La distribution spatiale des échos lumineux autour de leur source peut permettre de déterminer l'éloignement d'une étoile variable lorsque ses variations de luminosité sont connues dans le temps. C'est typiquement le cas de céphéides, qui sont périodiques, et dont les échos lumineux présentent, dans un milieu interstellaire suffisamment homogène, une structure concentrique directement en rapport avec cette période. L'éloignement de la céphéide RS Puppis, dont la période est de 41,4 jours, a ainsi pu être déterminé à 1,4 % près, à une valeur de 6 500 ± 90 années-lumière (1 992 ± 28 pc),. Cette mesure a permis de calibrer plus finement la relation période-luminosité permettant de déterminer la distance d'une céphéide classique à partir de sa période lumineuse et de sa magnitude visuelle.
Les échos lumineux peuvent le cas échéant permettre d'étudier le spectre électromagnétique de supernovae dont la lumière directe a atteint la Terre avant le développement des techniques de spectroscopie astronomique. C'est par exemple le cas de la supernova SN 1572, observée en novembre 1572 par de nombreux astronomes à travers le monde, et notamment Tycho Brahe, de sorte qu'elle est parfois appelée « supernova de Tycho Brahe » ; le spectre du rémanent de cette probable supernova thermonucléaire (c'est-à-dire de type Ia) a été étudié en 2008 afin de déterminer la typologie spectrale exacte de SN 1572 et de confirmer son appartenance au type Ia de supernova.